# King for a Day... Fool for a Lifetime
Albums de Faith No More
Angel Dust
(1992) Album of the Year
(1997)
King for a Day... Fool for a Lifetime, sorti en 1995, est le cinquième album de Faith No More, et le premier sans Jim Martin, le guitariste de longue date du groupe.
Outre la présence de sonorités liées au rock alternatif, habituelle chez Faith No More, l'album renferme un certain nombre de mélanges musicaux et de parodies, depuis le paisible Evidence, qui mêle jazz, funk et soul, au metal rauque de Cuckoo for Caca, en passant par le slow mélodieux de Take This Bottle, et un côté bossa nova sur Caralho Voador.
Globalement, cet album est moins expérimental que le précédent, Angel Dust. Il est cependant peu à peu devenu un favori parmi certains grands amateurs du groupe. C'est le seul album du groupe avec le guitariste Trey Spruance (membre de Mr. Bungle, le premier groupe du chanteur Mike Patton), qui quitta le groupe avant le début de la tournée promotionnelle et fut remplacé par Dean Menta.
Le premier single fut Digging the Grave. Aux États-Unis, l'album démarra 31e dans les charts et fut vendu à 250 000 exemplaires, un chiffre bien inférieur aux ventes des albums précédents. La tournée qui suivit fut brève en Europe et l'intérêt porté au groupe faiblit. L'album récolta malgré tout un disque d'or en Allemagne (environ 120 000 exemplaires vendus), au Royaume-Uni (classé no 5 avec environ 100 000 exemplaires et en Australie (no 1, environ 50 000 exemplaires). Des chiffres bien inférieurs (presque de moitié) à Angel Dust qui se vendit à près de 2,5 millions d'exemplaires; le groupe retourna donc en studio pour travailler l'album suivant.
La pochette de l'album fut réalisée par l'artiste Eric Drooker.

## Pistes
1. "Get Out" – 2:17 (music & lyrics: Patton)
2. "Ricochet" – 4:28 (musique: Gould/Bordin/Patton; paroles: Patton)
3. "Evidence" – 4:53 (musique: Gould/Bordin/Spruance; paroles: Patton)
4. "The Gentle Art of Making Enemies" – 3:28 (musique: Gould/Bordin/Patton; paroles: Patton)
5. "Star A.D." – 3:22 (musique: Gould/Bordin/Patton; paroles: Patton/Gould)
6. "Cuckoo for Caca" – 3:41 (musique: Gould/Patton/Spruance; paroles: Patton)
7. "Caralho Voador" – 4:01 (musique & paroles: Gould/Patton/Bordin)
8. "Ugly in the Morning" – 3:06 (music: Patton/Spruance/Gould; paroles: Patton)
9. "Digging the Grave" – 3:04 (musique: Gould/Bordin/Patton; paroles: Patton)
10. "Take This Bottle" – 4:59 (musique: Gould; paroles: Patton/Gould)
11. "King for a Day" – 6:35 (musique: Gould/Bottum/Bordin/Patton/Spruance; paroles: Patton)
12. "What a Day" – 2:37 (musique: Patton/Spruance; paroles: Patton)
13. "The Last to Know" – 4:27 (musique: Gould/Patton/Bordin; paroles: Patton)
14. "Just a Man" – 5:35 (musique: Gould/Bottum; paroles: Gould/Spruance/Patton)
15. "Absolute Zero"/"I Started a Joke"/"Evidence (Spanish Version)"

Selon les versions, la piste 15 diffère : Absolute Zero sur la version japonaise, I Started a Joke sur la version brésilienne, et Evidence (Spanish Version) sur la version argentine.

## Faces B
Plusieurs pistes enregistrées n'apparaissent pas sur les copies originales de l'album dans tous les pays:
- "Absolute Zero"
- "I Started a Joke" (Bee Gees)
- "Greenfields"
- "I Wanna Fuck Myself" (GG Allin)
- "Spanish Eyes"

## Singles
- "Digging the Grave"
- "Ricochet"
- "Evidence"
- "The Gentle Art of Making Enemies" (morceau de promotion radiophonique uniquement)

## Personnel
- Mike Bordin - batterie
- Roddy Bottum - clavier
- Billy Gould - guitare basse
- Mike Patton - chant
- Trey Spruance - guitare
- Dean Menta - guitare (Menta n'apparaît pas sur l'album, mais participa sur certaines faces B, et durant la tournée qui suivit. Toutes les vidéos du groupe jouant l'album montrent Menta à la guitare).

## Classement dans les charts

### Album
| Année | Album                                 | Chart               | Position |
| ----- | ------------------------------------- | ------------------- | -------- |
| 1995  | King for a Day... Fool for a Lifetime | The Billboard 200   | No. 31   |
| 1995  | King for a Day... Fool for a Lifetime | German Album Charts | No. 08   |

## Source
- (en) Cet article est partiellement ou en totalité issu de l’article de Wikipédia en anglais intitulé « King for a Day... Fool for a Lifetime » (voir la liste des auteurs).